# Фудбалски савез Фарских Острва
Фудбалски савез Фарских острва (ферјарски: Fótbóltssamband Føroya, FSF) је највиша фудбалска организација Фарских острва, која руководи развојем фудбалског спорта, организовањем такмичења у земљи и води бригу о фудбалским репрезентацијама Фарских острва. Седиште савеза је у Торсхавну, а тренутни председник савеза је Кристијан Андреасен.

## Историја
Организовани фудбал се играо на Фарским острвима од краја 19. века. Национална фудбалска лига се игра од 1942, а од 1942. до 1978. фарски фудбал је контролисао Спортски савез Фарских острва (ÍSF). Фудбалски савез Фарских острва је основан 13. јануара 1979. године. Чланом Светске фудбалске федерације ФИФА постао је 2. јула 1988, а Европске фудбалске уније УЕФА 18. априла 1990. године.

## Такмичења
Фудбалска лигашка такмичења на нивоу Фарских острва организована су на следећи начин:
Мушкарци
- Премијер лига Фарских острва (10 клубова)
- Прва лига Фарских острва (10 клубова)
- Друга лига Фарских острва (10 клубова)
- Трећа лига Фарских острва (4 групе)
- Фудбалске лиге млађих категорија

Жене
- Прва женска лига Фарских острва (10 клубова)

Куп такмичења
- Фудбалски куп Фарских острва за мушкарце
- Фудбалски куп Фарских острва за жене
- Суперкуп Фарских острва

## Статистика
Комплетна активност бављена фудбалским спортом на територији ФС Фарских острва се обавља са укупно:
- регистрованих фудбалских клубова: 40
- регистрованих играча: 5.694
- нерегистрованих играча: 2.400